# Chico haciendo pompas de jabón

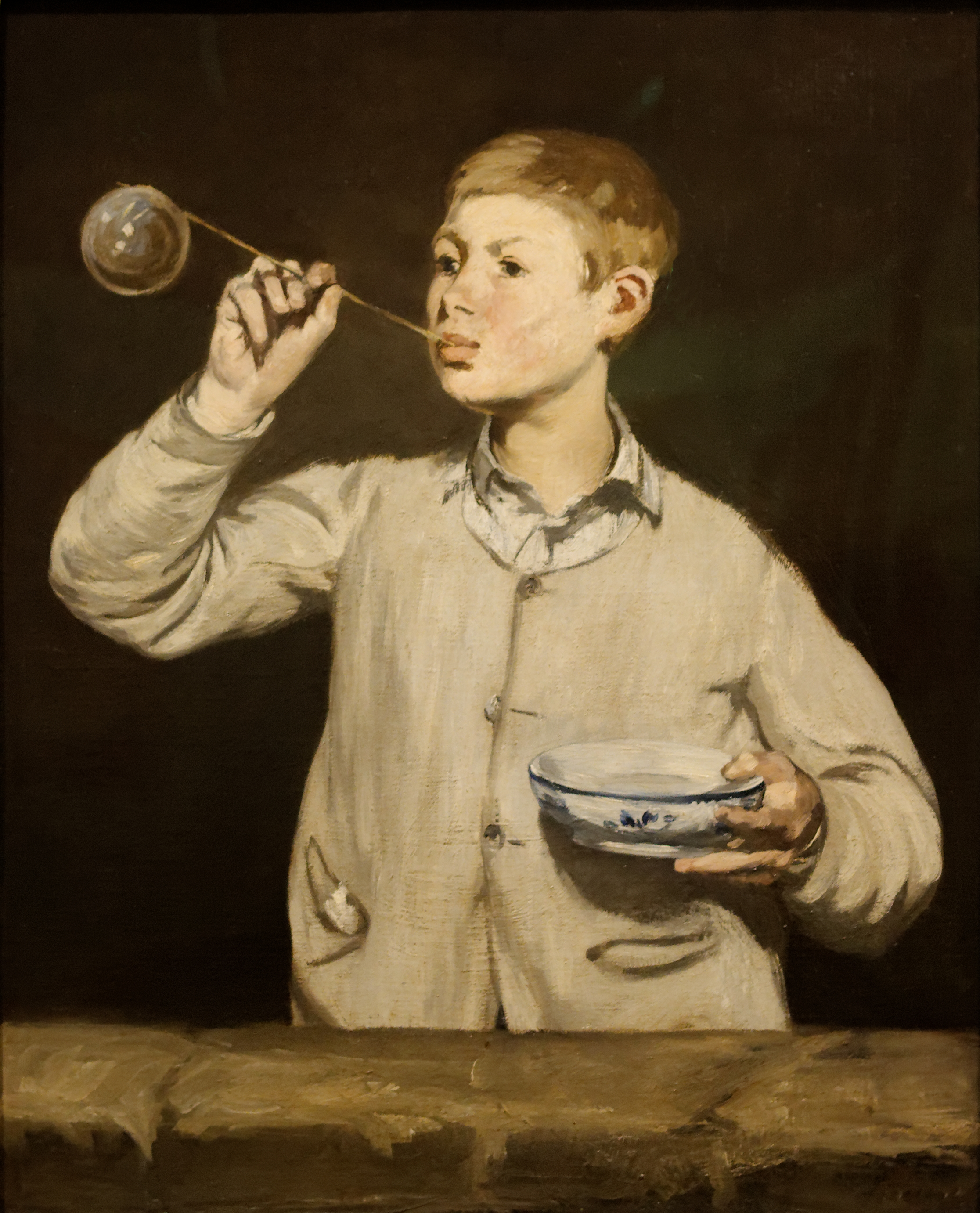
Chico haciendo pompas de jabón (1867), Meseo Calouste Gulbenkian.

Chico haciendo pompas de jabón (en francés: Les Bulles de savon) es una pintura del pintor francés Édouard Manet de 1867, quien le dio su título actual. Se encuentra en el Museo Calouste Gulbenkian, Lisboa, cuyo fundador lo adquirió a través de André Weil en Nueva York en noviembre de 1943. 

## Historia
La obra, que es un óleo sobre lienzo, representa al supuesto hijo natural del artista, Léon Koelin-Leenhoff, y como tal se inscribe en la serie de retratos que representan al joven. Léon Koelin-Leenhoff era posiblemente su hijo ilegítimo, nacido antes del matrimonio con Suzanne Leenhoff.
El cuadro lo muestra con apenas 15 años haciendo pompas de jabón, un símbolo tradicional de la brevedad de la vida.
El maestro de Manet, Thomas Couture, había pintado una obra con el mismo tema en 1859 (Nueva York, Museo Metropolitano de Arte ). Pero difiere del tratamiento naturalista de Manet por la inclusión de numerosos detalles narrativos y simbólicos, como libros escolares y una corona de laurel. La pintura de Manet tiene más en común con un prototipo del siglo XVIII, Soap Bubbles de Chardin (1737; Washington, National Gallery of Art ).
Si bien el uso de Manet de una paleta casi monocromática y un fondo oscuro muestra la influencia de los viejos maestros que admiraba, la ropa contemporánea y la superficie toscamente empastada de Chico haciendo pompas de jabón son consistentes con la determinación realista de Manet de pintar la vida moderna. Chico haciendo pompas de jabón es una de las 17 obras pintadas por Manet entre las décadas de 1860 y 1870 las cuales representan al joven Léon; entre las otras está El almuerzo.

## Descripción
La presentación en la web del Museo Calouste Gulbenkian de esta obra que forma parte de su colección también menciona lo siguiente:
El tema del cuadro, la vanitas, el significado de la existencia efímera, simbolizada por las pompas de jabón, tiene una interpretación única a través de Manet. Aspectos como el fondo oscuro, la sencillez de las formas y la sobriedad de la composición parecen evocar, sin embargo, una obra del mismo título del pintor francés del siglo XVIII Jean Siméon Chardin. Sin embargo, en el presente caso el contenido alegórico no se superpone a la autonomía plástica del discurso visual. Manet crea su expresión autónoma e impone a partir del motivo una afirmación de su percepción sensorial, su subjetividad. Tampoco es posible excluir la hipótesis de que el cuadro pueda constituir una reflexión del autor sobre la perpetuidad del arte. El estilo libre y directo de la composición, con un trazo bien definido de la figura, acentuado por un fuerte contrapunto entre claros y oscuros, recuerda el genio de grandes maestros como Murillo y Frans Hals (...).